# سس بور مونته
سس بور مونته (به فرانسوی: Beurre monté‎) کرهٔ آب شده است که حتی در دمای بالا نیز نامیزه می‌ماند.